# در کوچه‌سار شب
«در کوچه‌سار شب» از مشهورترین غزل‌های هوشنگ ابتهاج است. این شعر با عبارت «درین سرای بی‌کسی کسی به در نمی‌زند» آغاز می‌شود و از درس‌های ادبیات فارسی دورهٔ دبیرستان در ایران بوده‌است.

## اجرا
این غزل را محمدرضا شجریان در آلبوم جام تهی اجرا کرده‌است.
اجرای دیگری نیز توسط مهستی انجام شده .